# Poul L. Hansen
Poul Laurits Hansen (ur. 5 lutego 1916 w Kopenhadze, zm. 15 marca 2002  w Gentofte) – duński piłkarz, występujący na pozycji obrońcy.
W latach 1935–1946 rozegrał 25 meczów w reprezentacji Danii. Z zespołem Boldklubben af 1893 trzykrotnie zdobył mistrzostwo Danii (1939, 1942, 1946).